# Reggimento "Lancieri di Milano" (7º)
I "Lancieri di Milano" sono stati un reparto a livello di reggimento dell'Armata Sarda del Regno di Sardegna e del Regio Esercito Italiano, e, a livello di Gruppo Squadroni, dell'Esercito Italiano.

## Storia

### Dalle origini alla prima Guerra Mondiale
Il Reggimento "Lancieri di Milano" venne costituito, con Regio Decreto 25 agosto 1859 con la denominazione "Cavalleggeri di Milano", dopo l'annessione della Lombardia al Regno di Sardegna e, come prassi consolidata ai tempi, fu inizialmente composto da tre squadroni tratti dai reggimenti di cavalleria "Piemonte Reale", "Savoia" e "Genova" nella sede di Vercelli. Il 6 giugno 1860 viene cambiata la denominazione in Reggimento "Lancieri di Milano". Nello stesso anno il Reggimento viene impegnato nella campagna dell'Italia centrale (Umbria e Marche), conseguente allo sbarco dei Mille in Sicilia, mettendosi in luce con una carica contro una formazione dello Stato Pontificio presso Senigallia, località Brugnetto sul fiume Misa, in cui resta ferito lo stesso Comandante di Reggimento. Dopo l'annessione del Regno delle Due Sicilie al neonato Regno d'Italia, il Reggimento viene destinato in meridione e prende parte alle operazioni contro il brigantaggio, per le quali vengono attribuite tra gli effettivi una croce dell'Ordine Militare di Savoia e 48 medaglie d'argento al V.M..
Nel 1866 il Reggimento partecipa alla Terza Guerra d'Indipendenza e contribuisce ad operazioni tendenti alla conquista del Trentino. La breve campagna vedrà premiato personale del Reggimento con sei medaglie d'argento al V.M., due di bronzo e una promozione per meriti di guerra. Nel periodo tra il 1866 e il 1870 il Reggimento sarà di stanza prima a Lodi e poi a Lucca.
Nel settembre del 1870 il Reggimento partecipa alla breve campagna per la presa di Roma e vi rimarrà stanziato sino all'anno successivo per poi essere trasferito prima a Nocera e poi a Napoli. Nel frattempo, il 10 settembre 1871 viene disposto che l'Arma di Cavalleria sia costituita da 20 reggimenti numerati progressivamente, unificando per tutti la denominazione in quella generica della specialità e conservando in parentesi il nominativo tradizionale. Cosicché il Reggimento diviene 7º Reggimento di Cavalleria (Milano) per tornare alla denominazione tradizionale di Reggimento "Lancieri di Milano" (7°) a partire dal 1º gennaio 1898 mentre si trova di stanza a Parma.

### La prima Guerra Mondiale
Il Reggimento partecipa al conflitto articolato su due gruppi ed è inquadrato nella 2ª Divisione di Cavalleria della 3ª Armata. Il 24 maggio 1915 vede il Reggimento varcare il confine in un'azione di avanscoperta verso Castions di Mura e Cervignano del Friuli. Il 1º giugno opera oltre l'Isonzo e combatte a S.Canziano, Straranzano e Ariis. All'inizio del 1916 tutto il Reggimento viene appiedato per un impiego in trincea in sostituzione della provata fanteria ma in maggio viene già rimesso a cavallo per fronteggiare nel vicentino le truppe austriache impegnate nella ben nota "Strafe Expedition".  Nella tarda primavera del 1917 il Reggimento è schierato sulla fronte Giulia sempre inquadrato nella 2ª Divisione di Cavalleria, pronto all'inseguimento del nemico nel caso di sfondamento delle difese austriache. Durante la battaglia di Caporetto, il Reggimento opera per la protezione della ritirata della 2ª armata sui fiumi Torre, Tagliamento, Meduna, Livenza e Piave. Al termine di una serie di azioni ininterrotte per difendere i ponti su cui passano le grandi unità in ritirata, i "Lancieri di Milano", decimati e con i cavalli superstiti sfiniti, si spostano l'8 novembre ad ovest del Piave per riordinarsi e completarsi. Successivamente, l'azione più rilevante condotta dal Reggimento è quella del giugno del 1918 sul Piave, durante la battaglia di arresto dell'ultima offensiva austriaca. Il giorno 19 giugno il I gruppo comandato dal Conte Capitano GINO AUGUSTI( MAVM sul Campo) , conduce tre diversi contrattacchi, passati alla storia come la carica di San Pietro Nivello a Monastier che arrestano i tentativi di sfondamento del nemico ad occidente del canale Zenzon, bloccando il tentativo di aprirsi la strada verso Treviso. Per questa azione venne concessa una medaglia di bronzo al V.M. allo stendardo del Reggimento.
Negli ultimi giorni di guerra i "Lancieri di Milano" sono impegnati nell'inseguimento del nemico in rotta e, all'entrata in vigore dell'armistizio, hanno raggiunto gli abitati di Cervignano e Aquileia, bloccando il traffico austriaco nei rispettivi scali ferroviari. A guerra finita, in seguito ai riordinamenti organici decisi per l'Esercito, il 20 Aprile 1920 viene disposto lo scioglimento del Reggimento, lasciando in vita la sola pattuglia reggimentale per partecipare al corteo in Anversa in occasione della VII Olimpiade. Il 31 agosto, la pattuglia rientrata dal Belgio passa al Reggimento "Cavalleggeri Guide" determinando lo scioglimento definitivo dei "Lancieri di Milano".

### La seconda guerra mondiale
Nel 1938 i "Lancieri di Milano" vengono ricostituiti come gruppo squadroni inquadrato nella Scuola centrale Truppe Celeri di Civitavecchia. Il Gruppo comprende due squadroni a cavallo, un plotone mitraglieri e uno di carri armati veloci (CV 33). Allo scoppio della guerra viene inviato in Albania e si amplia con un secondo gruppo squadroni. All'atto della dichiarazione di guerra dell'Italia alla Grecia, viene inquadrato nel Raggruppamento del Litorale con il compito di invadere l'Epiro e raggiungere la zona di Arta. Ai primi di novembre, la località viene raggiunta e, con una ardita azione in condizioni meteo alquanto avverse, il Reggimento arriva sino al fiume Vuvos, 100 chilometri all'interno delle linee nemiche. Senza rifornimenti e privo dei collegamenti, il Reggimento è costretto a ripiegare, respingendo con successo ma al costo di gravi perdite anche l'attacco di un battaglione greco nei pressi di Porto Sajada. Nel marzo del 1941 il Reggimento viene inviato al confine settentrionale albanese per partecipare alle operazioni contro la Jugoslavia nel forzamento del fiume Drina. Dal 10 al 12 aprile i Lancieri si distinguono nella conquista e nel mantenimento di quota 1300 al valico di frontiera, azione che vale la concessione della Croce di guerra al V.M. allo stendardo del Reggimento, la croce dell'ordine militare di Savoia al colonnello Comandante e la medaglia d'oro al V.M. alla memoria del lanciere Alfredo Notte. Ultimate le operazioni contro la Jugoslavia, il Reggimento rientra in Albania dove riceve l'ordine di partire per Erseke per partecipare all'attacco finale contro le divisioni greche in ritirata verso detta regione. Lungo il movimento per Perati, il Reggimento si distingue per una fulminea azione che, condotta al galoppo e in formazione aperta per offrire il minore bersaglio possibile all'artiglieria avversaria, permette di occupare prima del nemico la linea di colline che domina la rotabile impiegata da una divisione greca in ritirata.
Dopo la guerra alla Grecia, i "Lancieri Milano" partecipano alle operazioni antiguerriglia in Croazia ed in Albania dove l'unità si troverà all'atto dell'8 settembre 1943 e lì sciolto per ordini superiori.

Squadrone del reggimento Lancieri di Milano in Grecia, nel 1942.

In sostanza il Reggimento affrontò tutta la guerra con una dotazione anacronistica, ovvero a cavallo, ed operando di fatto principalmente appiedato o autocarrato.

### Nel secondo dopoguerra
Dopo vent'anni dallo scioglimento nei tragici giorni dell'ultimo conflitto mondiale,  i "Lancieri di Milano"  vengono ricostituiti nel settembre del 1964 come VII Gruppo Squadroni Esplorante "Lancieri di Milano" nella sede di Monza ed inquadrati nella Divisione Fanteria "Legnano".  Nell'agosto 1975 il Gruppo viene trasferito in Friuli, prima a Udine e nel corso del 1976 a Orzano di Remanzacco, ed inquadrato nella Divisione meccanizzata "Mantova".  In questi anni il reparto si distingue nell'opera di soccorso delle popolazioni colpite da calamità naturali. Nel 1966 è prima in Lombardia nei comuni di Rho e Pogliano Milanese, minacciati dalle acque del fiume Olona, e poi nella città di Firenze e in provincia di Pisa allagate dallo straripamento dell'Arno. Nel 1976 presta la sua opera nel Friuli sconvolto in maggio da un tremendo terremoto. Per il generoso impegno espresso nell'aiuto alle popolazioni e nella rimozione delle macerie, al Reparto fu concessa una medaglia di bronzo al Valore dell'Esercito. Nel 1986, in seguito alla riorganizzazione dell'Esercito Italiano che prevedeva l'abolizione del livello divisionale, il Gruppo "Lancieri di Milano" viene inquadrato nella Brigata meccanizzata "Mantova".
Il 10 dicembre del 1989 il Gruppo viene sciolto e, a 130 anni dalla nascita, si chiude anche questa moderna ma non meno importante pagina di storia dei "Lancieri di Milano".
Il VII Gruppo Squadroni Esplorante è stato equipaggiato con il veicolo trasporto truppa M113 e con il carro armato medio M47, quest'ultimo sostituito negli anni '70 dal carro armato Leopard 1.

## I Comandanti
1. Col. Carlo DE BARRAL 1859-63
2. Col. Alessandro BOGLIO 1863-71
3. Col. Alessandro GALLI DELLA LOGGIA 1871-75
4. Col. Pietro ZANARDI LANDI 1875-77
5. Col. Francesco BOSELLI 1877-79
6. Col. Carlo Alberto MAGO 1879-86
7. Col. Ettore DELLA ROVERE di MONTIGLIO 1886-89
8. Col. Luigi COLOMBERI 1889-92
9. Col. Dario GUGLIELMINETTI 1892-94
10. Col. Achille BONELLI 1894-99
11. Col. Guido PARVOPASSU 1899-1902
12. Col. Rodolfo DELLA CROCE di DOJOLA 1902-05
13. Col. Alberto FEDERZONI 1905-09
14. Col. Demetrio PAOLETTI 1909-12
15. Ten. Col. Giandomenico ZORZE 1912
16. Col. Carlo FORMIGGINI 1912-15
17. Col. Cesare TOSO 1915-17
18. Col. Wilfrido PETROSINI 1917
19. Col. Ernesto FILO DELLA TORRE di S.SUSANNA 1917-18
20. Col. Ulrico PASTORE DEGLI STOCCHI 1918
21. Col. Giuseppe MANZOTTI 1918-20
22. Col. Cesare LOMAGLIO 1938
23. Col. Ugo DE CAROLIS 1938-39
24. Col. Mario BADINO ROSSI 1939-40
25. Col. Giorgio MORIGI 1940-42
26. Col. Tommaso BARBANTINI 1942-43
27. Ten. Col. Giuseppe ARCIDIACONO 1964-66
28. Ten. Col. Ardente LUSSO ROVETO 1966-69
29. Ten. Col. Rosario STAGLIANO' 1969-71
30. Ten. Col. Domenico SAJEVA 1971-73
31. Ten. Col. Salvatore SPALLETTA 1973-76
32. Ten. Col. Franco DESIDERI 1976-78
33. Ten. Col. Mario PERRONE 1978-80
34. Ten. Col. Matteo PORPORA 1980-81
35. Ten. Col. Antonio FRACASSO 1981-82
36. Ten. Col. Luigi MONDA 1982-83
37. Ten. Col. Ulderico MARCELLETTI 1983-85
38. Ten. Col. Francesco Maria PITTARELLI 1985-87
39. Ten. Col. Francesco Paolo SPAGNUOLO 1987-89
40. Ten. Col. Giorgio SCIALDONE 1989